# Young Rebel Set
Young Rebel Set est un groupe britannique de rock indépendant, originaire du nord-est de l'Angleterre, actif entre 2007 et 2015.

## Histoire
Le groupe se rencontre lors d'un concert impromptu au KuBar de Stockton et Young Rebel Set voit le jour au cours de l'hiver de la même année. Ils signent chez Ignition Records, le label du groupe Oasis, le 11 février 2011, après avoir sorti plusieurs singles. Ils tournent au Royaume-Uni en 2008 et 2009, notamment en première partie de The Coral, The Pigeon Detectives, Cage the Elephant et The Courteeners.
En août 2009, le NME les qualifie de « parfait antidote à l'indé froide et carriériste » dans une double page de la rubrique Radar du magazine, peu avant la sortie de leur premier single If I Was. Le deuxième single Walk On suit en novembre. Il est soutenu par les DJ Annie Mac et Huw Stephens sur BBC Radio 1. Le groupe effectue une tournée au Royaume-Uni, en Allemagne, en Suisse, en Autriche, en Belgique et aux Pays-Bas en février et mars 2010.
Leur quatrième sortie est l'EP Won't Get Up Again qui sort en mai 2010,. Measure of a Man suit en octobre 2010 et met en scène Jo Hartly de This Is England dans le clip vidéo qui l'accompagne. Leur premier album Curse Our Love est publié par Ignition Records au Royaume-Uni en avril 2011 et par le label indépendant Grand Hotel van Cleef en Allemagne en mai 2011.
En mai 2011, le groupe enregistre une interview avec Dermot O'Leary pour BBC Radio 2, suivie de la diffusion de leur single Lion's Mouth qui succède à la sortie de l'album. Pendant cette période, le groupe enregistre également une session live à Maida Vale pour l'émission 6music de Steve Lamacq. Red Bricks, le dernier single extrait de l'album, sort en août 2011.
Crocodile, le deuxième album du groupe, est enregistré à Glasgow aux studios Chem19 avec le producteur (et ancien batteur des Delgados) Paul Savage, mieux connu pour son travail avec Mogwai, The Phantom Band et Arab Strap, au début de 2013,. Ils passent la majeure partie de l'automne et l'hiver à promouvoir l'album en Allemagne, où il est publié par Grand Hotel Van Cleef. En décembre 2013, ils donnent un concert de rentrée devant plus de 600 fans dans la Crypte de l'hôtel de ville de Middlesbrough et, en décembre 2014, ils retournent à l'hôtel de ville pour jouer à guichets fermés, cette fois dans la salle principale.
Le premier single extrait de l'album est The Lash of the Whip. Tournée en Allemagne, la vidéo du single s'inspire du film classique britannique des années 1990 Trainspotting, les membres du groupe jouant les rôles des différents personnages. Le deuxième single extrait de l'album est Tuned Transmission, sorti en mars 2014. En novembre 2013, le groupe annonce une tournée au Royaume-Uni en février 2014 et la tête d'affiche du Stockton Calling Festival le 30 mars 2014. En 2015, le groupe annonce via sa page Facebook prendre une pause permanente.
Le 2 décembre 2019, le groupe annonce le décès du chanteur Matt Chipchase sur sa page Facebook.

## Discographie

### Albums studio et EP
- 2010 : Young Rebel Set (GHvC)
- 2011 : Curse Our Love (GHvC)
- 2013 : Crocodile (GHvC)

### Singles
- 2009 : If I Was
- 2009 : Walk On
- 2010 : Won’t Get Up Again
- 2010 : Measure of a Man
- 2011 : Lion’s Mouth
- 2010 : The Lash of the Whip